# مارك إل. ووكر
مارك إل. ووكر (بالإنجليزية: Mark L. Walker)‏ هو سياسي أمريكي، ولد في 1941. حزبياً، نشط في الحزب الديمقراطي. وقد انتخب عضو مجلس نواب إلينوي.